# Jerry McNerney

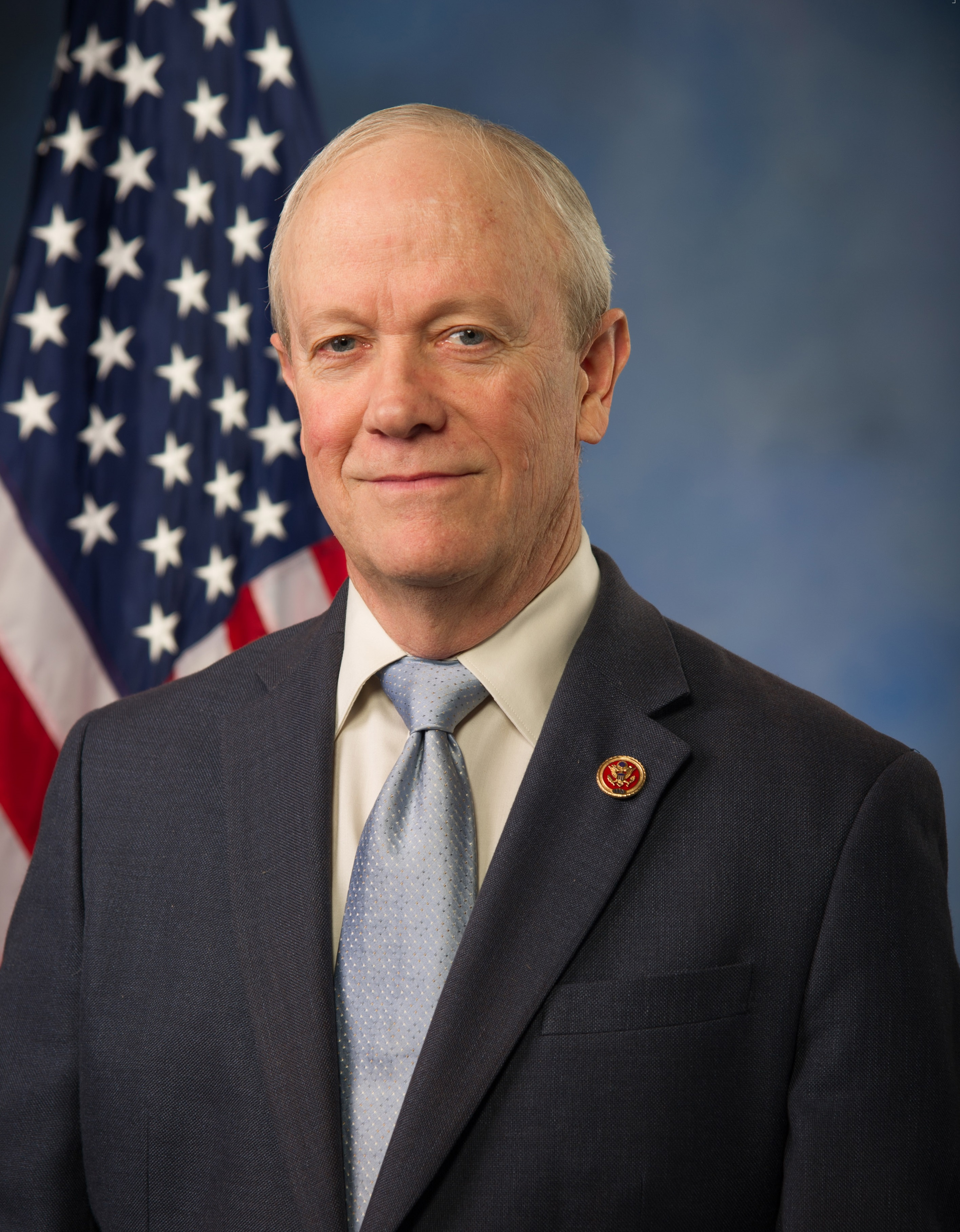
Jerry McNerney (2014)

Gerald Mark „Jerry“ McNerney (* 18. Juni 1951 in Albuquerque, Bernalillo County, New Mexico) ist ein US-amerikanischer Politiker der Demokratischen Partei. Von 2007 bis 2023 vertrat er den Bundesstaat Kalifornien im US-Repräsentantenhaus, zuletzt für den neunten Distrikt.

## Privatleben
Jerry McNerney besuchte von 1967 bis 1969 die St. Joseph’s Military Academy in Hays (Kansas) und studierte danach bis 1971 an der US-Militärakademie in West Point. Aus Protest gegen den Vietnamkrieg brach er dieses Studium vorzeitig ab. In den folgenden Jahren absolvierte er bis 1981 mehrere Studiengänge an der University of New Mexico in Albuquerque, wo er seinen Ph.D. in Mathematik erlangte. Danach arbeitete er im Energiesektor, vor allem in der Windkraftbranche. Ab 2004 war er Vorsitzender der Firma HAWT, die Windturbinen herstellt.
Jerry McNerney ist seit 1980 verheiratet und hat mit seiner Frau Mary drei Kinder. Mit seiner Familie lebt er privat in Pleasanton.

## Politik
Politisch schloss er sich der Demokratischen Partei an. Im Jahr 2004 kandidierte er erfolglos für den Kongress und verlor gegen Richard William Pombo mit rund 39 % der Stimmen.
Bei den Kongresswahlen des Jahres 2006 wurde McNerney dann aber im elften Wahlbezirk von Kalifornien in das US-Repräsentantenhaus in Washington, D.C. gewählt, wo er am 3. Januar 2007 die Nachfolge von Richard Pombo antrat, den er dieses Mal mit 53 % der Stimmen schlagen konnte. Seit 2013 vertritt McNerney den 9. Kongresswahlbezirk seines Staates.
McNerney kündigte 2022 an auf eine weitere Kandidatur zu verzichten. Seine Nachfolge wird sein Parteikollege Josh Harder antreten, der zuvor den zehnten Distrikt repräsentierte. Er konnte sich bei der Wahl 2022 mit 56,3 % gegen Tom Patti von der Republikanischen Partei durchsetzen.

## Ausschüsse
McNerney war zuletzt Mitglied in folgenden Ausschüssen des Repräsentantenhauses:
- Committee on Energy and Commerce
  - Communications and Technology
  - Consumer Protection and Commerce
  - Energy
- Committee on Science, Space, and Technology
  - Energy